# Theope nobilis
Theope nobilis är en fjärilsart som beskrevs av Bates 1868. Theope nobilis ingår i släktet Theope och familjen Riodinidae. Inga underarter finns listade i Catalogue of Life.